# Arjamolho

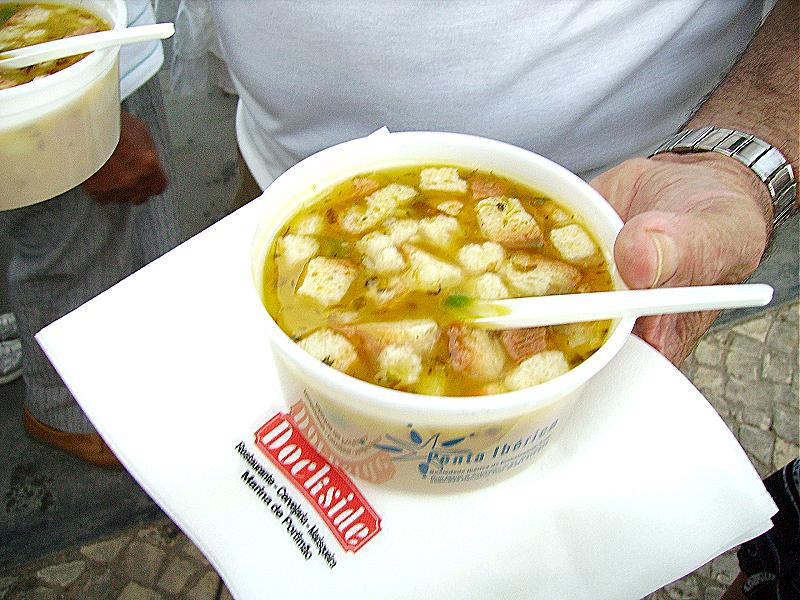
Um prato com Arjamolho.

Arjamolho é uma sopa fria típica da zona de Portimão, Silves, e outras, no Algarve, semelhante ao gaspacho e confeccionada com pão, tomate, pimento, pepino, azeite, vinagre e sal.
Habitualmente acompanha sardinha assada em dias quentes de verão.

## A maior sopa do mundo

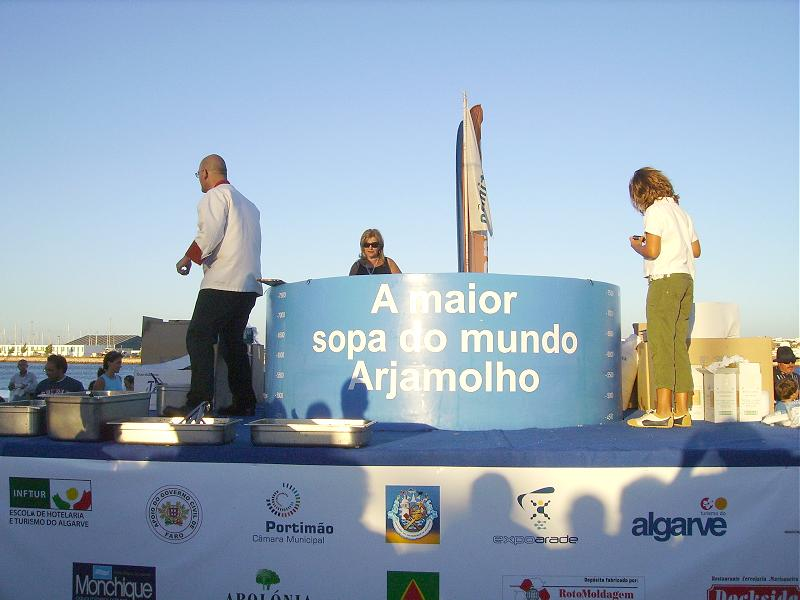
A maior sopa do Mundo - 3 de Agosto de 2006 em Portimão.

A Confraria dos Gastrónomos do Algarve bateu o recorde para a maior sopa do mundo (6.000 litros) através da confecção de um arjamolho gigante servido na cidade de Portimão (Portugal) a cerca de 4.500 pessoas no dia 4 de Agosto de 2006, entrando assim para Livro de Recordes do Guiness.
O gigantesco arjamolho foi confeccionado com 5.000 litros de água, 600 quilos de pão, 400 quilos de tomate, 250 quilos de pimentos, 300 quilos de pepino, 300 quilos de gelo, 80 quilos de sal, 20 quilos de alhos, 300 litros de azeite e 200 litros de vinagre.